# Close to the Edge
Close to the Edge este al cincilea album de studio al formației britanice de rock progresiv Yes, lansat pe 13 septembrie 1972 prin Atlantic Records. A fost ultimul album al formației împreună cu toboșarul original Bill Bruford, care a părăsit formația la finalizarea înregistrărilor pentru a se alătura formației King Crimson. Bruford a revenit în formație în perioada 1990-1992 pentru a înregistra albumul Union și pentru a interpreta în turneul aferent. După succesul comercial și critic al albumului Fragile, Yes a început să producă melodii mai lungi, rezultatul fiind melodia care dă titlul albumului și care are o durată de 18 minute.
Albumul a înregistrat cel mai bun succes comercial al formației de până atunci, ocupând locul 3 în Statele Unite, locul 4 în Regatul Unit iar în Olanda a ocupat prima poziție. Albumul a primit Discul de Platină din partea Recording Industry Association of America pentru peste un milion de exemplare vândute.

## Înregistrare
După repetițiile efectuate la Una Billings School of Dance formația a revenit în Advision Studios pentru a înregistra următorul album. Autorul și jurnalistul de muzică Chris Welch a declarat că melodiile au fost compuse încă din februarie 1972. La fel ca și în cazul albumului precedent, Yes l-a preluat pe Eddy Offord ca producător și inginer de sunet. Când au început înregistrările Offord a instruit echipa de turneu să construiască "o scenă mare în studio" pentru ca albumul să sune "cât mai live".
Într-un incident, după ce formația a decis să utilizeze un anumit mixaj pentru o melodie, grupul a aflat că banda respectivă a fost aruncată la gunoi. După "o vânătoare disperată a secțiunii lipsă" în tomberoanele de afară a fost găsită partea lipsă.

## Compoziție

### "Close to the Edge"
Prima față a albumului este ocupată de melodia care dă titlul albumului, Anderson și Howe fiind atât compozitorii cât și autorii versurilor. Având o durată de 18 minute și 43 de secunde a fost cea mai lungă melodie înregistrată de formație până atunci. Anderson a bazat tema și versurile după ce a citit romanul Siddharta al scriitorului german Hermann Hesse. Solo-ul lui Wakeman a fost inițial un pasaj pentru chitară compus de Howe dar care a crezut că sună mai bine pe orgă.

### "And You and I"
"And You and I" a fost compusă de Anderson, Howe, Squire și Bruford. Influențele spirituale introduse de Anderson sunt deja evidente în muzica și versurile de pe toate cele trei melodii ale albumului. Reînnoirea și repetiția sunt alte teme principale.

### "Siberian Khatru"
"Siberian Khatru" este singura melodie de pe album la care a contribuit și Wakeman. Anderson a descris melodia ca fiind "doar multe cuvinte interesante, deși se leagă de visele din zilele senine de vară".

## Copertă
Coperta albumului a fost proiectată și ilustrată de artistul Roger Dean, care a realizat și coperta albumului Fragile. Marchează prima utilizare a logoului formației. O parte din fotografiile utilizate au fost realizate de Martyn Adelman, care a cântat cu Squire în formația The Syn.

## Lansare
Albumul a fost lansat la trei luni după începerea turneului de promovare pe 13 septembrie 1972. A devenit cel mai bun succes comercial al formației de până atunci, ocupând locul 3 în Statele Unite și locul 4 în Regatul Unit. "And You and I" a fost împărțită în două melodii și lansată ca single sub numele de "And You and I (Part I & II)" și a ocupat locul 42 în Billboard Hot 100. Albumul a primit Discul de Platină din partea Recording Industry Association of America pentru peste un milion de exemplare vândute.
O versiune promoțională a albumului a fost distribuită posturilor de radio din Statele Unite care includea melodia principală împărțită în mai multe segmente. Acest lucru a fost realizat deoarece majoritatea posturilor de radio nu doreau să difuzeze o melodie de 18 minute. Majoritatea segmentelor aveau o durată cuprinsă între 3 și 5 minute.

### Relansare
În 1987 Close to the Edge a fost lansat pe CD de Atlantic Records în Europa și Statele Unite. Albumul a fost remasterizat digital de Joe Gastwirt în 1994. În 2003 Rhino și Elektra Records au lansat o ediție "expandată și remasterizată" care conține patru melodii nelansate până atunci: versiunea single a interpretării melodiei "America", o versiune single a melodiei "Total Mass Retain", o versiune alternativă a melodiei "And You and I" și un mixaj alternativ al melodiei "Siberian Khatru".

### Plecarea lui Bruford și turneul
Imediat ce s-au încheiat înregistrările la album Bruford a părăsit formația pe 19 iulie 1972 pentru a se alătura formației King Crimson. Înlocuitorul său a fost Alan White, toboșarul formației Plastic Ono Band. Deoarece a interpretat pe album dar nu a interpretat în turneu, Bruford era obligat prin contract să împartă încasările din drepturile de autor cu White. White a avut o singură repetiție cu formația înainte de turneu și a interpretat un număr total de 95 de concerte în Statele Unite, Canada, Regatul Unit, Japonia și Australia.

## Lista de melodii
Fața A
1. "Close to the Edge" (Anderson, Howe) - 18:43

- "The Solid Time of Change"
- "Total Mass Retain"
- "I Get Up, I Get Down"
- "Seasons of Man"

Fața B
1. "And You and I" (Anderson, Howe, Bruford, Squire) - 10:09

- "Cord of Life"
- "Eclipse"
- "The Preacher the Teacher"
- "Seasons of Man"

1. "Siberian Khatru" (Anderson, Howe, Wakeman) - 8:55

Ediția remasterizată din 2003
1. "America" (Yes, Paul Simon) - 4:12
2. "Total Mass Retain" (Single Version) - 3:21
3. "And You and I" (Alternate Version) - 10:17
4. "Siberia" - 9:19

## Personal
Yes
- Jon Anderson - solist vocal, producție
- Steve Howe - chitare, vocal, producție
- Chris Squire - chitară bas, vocal, producție
- Rick Wakeman - claviaturi, producție
- Bill Bruford - tobe, percuție, producție

Producție
- Eddy Offord - inginer de sunet, producător
- Bill Inglot - producător de sunet, mixaj
- Roger Dean - ilustrații copertă, fotograf
- Martyn Adelman - fotograf
- Brian Lane - coordonator